# Acanthochondria sicyasis
Acanthochondria sicyasis is een eenoogkreeftjessoort uit de familie van de Chondracanthidae. De wetenschappelijke naam van de soort is voor het eerst geldig gepubliceerd in 1863 door Kroyer.